# Турилли, Лука
Лу́ка Тури́лли (итал. Luca Turilli) — итальянский рок-музыкант, гитарист-виртуоз, клавишник и композитор. Сооснователь пауэр-метал-группы Rhapsody of Fire и соавтор большей части её песен. Выпустил три сольных альбома и один альбом в рамках проекта Luca Turilli’s Dreamquest. После ухода из Rhapsody of Fire, в 2012 году, создал группу Luca Turilli’s Rhapsody.

## Биография
Родился 5 марта 1972 года в итальянском городе Триесте, в семье академического виолончелиста Луиджи Турилли и его жены Нелли. Учился играть на гитаре и клавишных с детства. Начинал с произведений Баха и Вивальди. Его любимая гитара — Ibanez Roadstar 550.
В 1993 году вместе с Алексом Старополи основал группу Rhapsody, в которой был основным композитором и автором текстов. Лука придумал сюжетную концепцию альбомов — фэнтезийную сагу «Хроники Алгалорда».
Лука живёт во Франции, в городе Лион, гражданским браком с Надей Беллир, детей нет. Увлекается компьютерными играми и говорит, что, не будь он музыкантом, стал бы разработчиком таких игр. В 1999 Турилли перенёс химиотерапию, вылечившись от рака.

## Сольное творчество
С 1999 года Лука Турилли выпустил три сольных альбома, которые, как и альбомы Rhapsody, являются сюжетным фэнтези-эпиками, выдержанными в жанре пауэр-метал. На этих альбомах Лука играет как на гитаре, так и на клавишных. В 2005 году он запустил параллельный сольный проект под названием Luca Turilli’s Dreamquest с женским сопрано. В рамках проекта вышел один альбом. Составы этих проектов совпадают, за исключением вокалиста.

### Состав
- Лука Турилли — лидер-гитара, дополнительные клавишные
- Olaf Hayer — вокал
- Саша Паэт — бас, акустическая и дополнительная гитары
- Michael Rodenberg (Миро) — клавишные, вокал, цимбалы, фортепиано
- Robert Hunecke-Rizzo — ударные, вокал
- Bridget Fogle (Myst) — женский вокал

## Дискография Luca Turilli

### Альбомы
- King of the Nordic Twilight (1999)
- Prophet of the Last Eclipse (2002)
- The Infinite Wonders of Creation (2006)

### Синглы
- «The Ancient Forest of Elves» (1999)
- «Demonheart» (2002)

## Дискография Luca Turilli’s Dreamquest

### Альбомы
- Lost Horizons 2006

### Синглы
- «Virus» (2006)

## Дискография Luca Turilli’s Rhapsody
- Ascending to Infinity (2012)
- Prometheus, Symphonia Ignis Divinus[англ.] (2015)

## Другое

### Кавер-версии песен других групп
- «I’m Alive» группы Helloween

### Приглашённый музыкант
- Kamelot — Epica (соло на гитаре в композиции «Descent of the Archangel»)